# Helina pseudocalyptrata
Helina pseudocalyptrata este o specie de muște din genul Helina, familia Muscidae, descrisă de Shinonaga în anul 1998.
Este endemică în Papua New Guinea. Conform Catalogue of Life specia Helina pseudocalyptrata nu are subspecii cunoscute.